# Saison 2022 de la NFL
 (avril 2023).
Navigation
Édition précédente Édition suivante
La saison 2022 de la NFL est la 103e de l'histoire de la National Football League.
La saison régulière débute le jeudi 8 septembre 2022 lors de l'annuel Kickoff Game avec les champions sortants, les Rams de Los Angeles et se termine le 8 janvier 2023. La série éliminatoire débute le 14 janvier 2023 et se termine le 12 février 2023 au State Farm Stadium de Glendale dans l'État de l'Arizona avec le Super Bowl LVII.
La franchise Washington Football Team a été officiellement renommée Commanders de Washington avant le début de saison.
Les Chiefs de Kansas City remportent 38 à 35 le Super Bowl LVII disputé contre les Eagles de Philadelphie et sont les champions de la saison 2022 de la NFL. Patrick Mahomes est déclaré MVP de la saison et MVP du Super Bowl LVII.

## Draft
La draft 2022 de la NFL se déroule à Las Vegas au Nevada du 28 au 30 avril 2022.

## Fins de carrière

### Joueurs mémorables retraités de la NFL
- le quarterback Ben Roethlisberger[2] :
  - Joueur des Steelers de Pittsburgh (18 saisons)
  - 6 x sélectionné au Pro Bowl ;
  - 2 x vainqueur du Super Bowl : XL et XLIII ;
  - 1 x meilleur rookie offensif de la saison : 2004 ;
- le free safety Eric Weddle[3] :
  - Joueur des Chargers de San Diego (9 saisons), des Ravens de Baltimore (3 saisons) et des Rams de Los Angeles (2 saisons) ;
  - 6 x sélectionné au Pro Bowl ;
  - 5 x sélectionné All-Pro : 2 x en équipe type et 3 x en 2e équipe ;
  - 1 x vainqueur du Super Bowl : LVI champion.
- le tight end Rob Gronkowski
- le running back Todd Gurley

### Autres joueurs
- Jay Ajayi[4] : running back, 6 saisons NFL (3 chez les Dolphins de Miami et 3 chez les Eagles de Philadelphie) ; vainqueur du Super Bowl LII, sélectionné au Pro Bowl en 2016 et deux sélections All Pro (1re équipe) en 2013 et 2014
- Brandon Brooks[5] : garde, 10 saisons NFL (4 chez les Texans de Houston et 6 chez les Eagles de Philadelphie) ; vainqueur du Super Bowl LII ; sélectionné au Pro Bowl en 2017, 2018 et 2019 ;
- Cameron Clark (en)[6] : tacle offensif, 2 saisons en NFL chez les Jets de New York ;
- B. J. Goodson (en)[7] : linebacker, 6 saisons en NFL (3 chez les Giants de New York, 1 chez les Packers de Green Bay, les Browns de Cleveland et les Jets de New York chez) ;
- Chris Hogan[8] : wide receiver, 11 saisons NFL (practice squad des 49ers de San Francisco et des Giants de New York en 2011, Dolphins de Miami en 2011 et 2012, Bills de Buffalo de 2012 à 2015, Patriots de la Nouvelle-Angleterre de 2016 à 2018, Panthers de la Caroline en 2019, Jets de New York en 2020 et Saints de La Nouvelle-Orléans en 2021), vainqueur des Super Bowls LI et LIII ;
- Anthony Levine[9] : safety, 12 saisons en NFL (2 chez les Packers de Green Bay en practice squad et 11 chez Ravens de Baltimore) ; vainqueur des Super Bowls XLV et XLVII ;
- Ty Sambrailo (en)[10] : tacle offensif, 7 saisons en NFL (2 chez les Brocos de Denver, 3 chez les Falcons d'Atlanta et 2 chez les Titans du Tennessee) ; vainqueur du Super Bowl 50 ;
- Lee Smith (en)[11] : tight end, 11 saisons en NFL (practice squad des Patriots de la Nouvelle-Angleterre en 2011, Bills de Buffalo de 2011 à 2014, 2019 et 2020, Raiders d'Oabkland de 2015 à 2018 et Falcons d'Atlanta en 2021).

## Décès notables

### Membres du Pro Football Hall of Fame
- Don Maynard : décédé le 10 janvier 2022 à l'âge de 86 ans, a joué 15 saisons NFL au poste de wide receiver avec les Giants de New York, les Jets de New York et les Cardinals de Saint-Louis, intronisé au HOF en 1987, 4 x sélectionné au Pro Bowl et 4 x All Pro (2 en équipe type et 2 en 2e équipe)[12] ;
- Hugh McElhenny (en) : décédé le 17 juin 2022 à l'âge de 93 ans, a joué au poste de halfback pendant treize saisons NFL avec les 49ers de San Fracisco, les Vikings du Minnesota, les Giants de New York et les Lions de Détroit, intronisé au HOF en 1970, 6 x sélectionné au Pro Bowl et 5 x en équipe type All Pro[13] ;
- Charles Taylor (en) : décédé le 19 février 2022 à l'âge de 80 ans, a joué wide receiver/halfback 14 saisons en NFL pour les Redskins de Washington, intronisé au HOF en 1984, 8 x sélectionné au Pro Bowl et 5 x All Pro (1 en équipe type et 4 en 2e équipe)[14] ;
- Rayfield Wright (en) : décédé le 7 avril 2022 à l'âge de 75 ans, a joué au poste d'offensive tackle pendant treize saisons NFL avec les Cowboys de Dallas, intronisé au HOF en 2006, sélectionné 6 x au Pro Bowl et 6 x All Pro (3 en équipe type et 3 en 2e équipe), a remporté les Super Bowls VI et XII[15].

### Autres
| - Gary Brown - Gino Cappelletti - Jaylon Ferguson | - Dwayne Haskins - Shane Olivea - Uche Nwaneri | - Dan Reeves - Jim Richards | - Greg Robinson - Bob Talamini |

### Stades
- La location du Highmark Stadium par les Bills de Buffalo expirera en fin de saison. La franchise est en négociation avec les autorités locales et de l'État de New York pour remplacer le vieux stade. Elle a posé un ultimatum demandant un engagement formel de la part de ces autorités avant la fin de la location du stade, condition sine qua non pour qu'elle reste basée dans l'ouest de l'État[16] ;
- La franchise de Pittsburgh annonce le 11 juillet 2022 que les droits du nom de leur stade ont été acquis par la société d'assurance Acrisure (en), le contrat avec la société Heinz ayant pris fin. Le Heinz Field est donc renommé l'Acrisure Stadium[17].

### Changements d'encadrement
| Équipes                       | 2021         | Intérimaire en 2021 | 2022              | Motif du départ |
| ----------------------------- | ------------ | ------------------- | ----------------- | --------------- |
| Bears de Chicago              | Matt Nagy    | -                   | Matt Eberflus     | Licencié        |
| Broncos de Denver             | Vic Fangio   | -                   | Nathaniel Hackett | Licencié        |
| Texans de Houston             | David Culley | -                   | Lovie Smith       | Licencié        |
| Jaguars de Jacksonville       | Urban Meyer  | Darrell Bevell      | Doug Pederson     | Licencié        |
| Raiders de Las Vegas          | Jon Gruden   | Rich Bisaccia       | Josh McDaniels    | Démission       |
| Dolphins de Miami             | Brian Flores | -                   | Mike McDaniel     | Licencié        |
| Vikings du Minnesota          | Mike Zimmer  | -                   | Kevin O'Connell   | Licencié        |
| Saints de La Nouvelle-Orléans | Sean Payton  | -                   | Dennis Allen      | Retraite        |
| Giants de New York            | Joe Judge    | -                   | Brian Daboll      | Licencié        |

| Équipes              | Poste             | 2021           | 2022               | Motif du départ |
| -------------------- | ----------------- | -------------- | ------------------ | --------------- |
| Ravens de Baltimore  | Président         | Dick Cass      | Sashi Brown        | Retraite        |
| Bears de Chicago     | Directeur général | Ryan Pace      | Ryan Poles         | Licencié        |
| Raiders de Las Vegas | Directeur général | Mike Mayock    | Dave Ziegler       | Licencié        |
| Vikings du Minnesota | Directeur général | Rick Spielman  | Kwesi Adofo-Mensah | Licencié        |
| Giants de New York   | Directeur général | Dave Gettleman | Joe Schoen         | Licencié        |

## Calendrier
Les camps d'entraînement se sont déroulés de fin juillet jusqu'au mois d'août et la pré saison a débuté le 4 août 2022 par le match du Pro Football Hall of Fame.
La NFL a dévoilé le calendrier de la saison régulière en mai 2022. Elle compte 18 semaines de compétition à partir du 8 septembre 2022. La saison régulière se termine le 8 janvier 2023 et l'ensemble des matchs de la dernière semaine de compétition sont des matchs de division (comme depuis 2010).
Chaque équipe bénéficie d'une semaine de repos et dispute 17 matchs en rencontrant : 
- les 3 autres équipes de sa division (1 match à domicile et 1 match en déplacement) soit 6 matchs ;
- les 4 équipes d'une autre division de sa conférence soit 4 matchs ;
- les deux autres équipes de sa conférence ayant été classée à la même place dans leur division (si l'équipe a terminé 3e de sa division, elle rencontre les 3e des autres divisions, si 2e contre 2e, etc.) soit 2 matchs ;
- les 4 équipes d'une division de l'autre conférence soit 4 matchs ;
- une équipe de l'autre conférence ayant été classée à la même place dans sa propre division soit 1 match.

Pour la saison 2022, le schéma final est donc le suivant :
| Matchs intra-conférences                                                              | Matchs inter-conférences (par division)                                               | Matchs inter-conférences (par position)                                               |
| ------------------------------------------------------------------------------------- | ------------------------------------------------------------------------------------- | ------------------------------------------------------------------------------------- |
| - AFC Est - AFC Nord - AFC Sud - AFC Ouest - NFC Est - NFC Nord - NFC Sud - NFC Ouest | - AFC Est - NFC Nord - AFC Nord - NFC Sud - AFC Sud - NFC Est - AFC Ouest - NFC Ouest | - AFC Est - NFC Ouest - AFC Nord - NFC Est - AFC Sud - NFC Nord - AFC Ouest - NFC Sud |

La saison 2022 comprend : 
- NFL Kickoff Game (en) : La saison 2022 débute le jeudi 8 septembre 2022, les champions sortants, les Rams de Los Angeles recevant au SoFi Stadium de Los Angeles en Californie les Bills de Buffalo ;
- NFL International Series[18] : 
  - Trois matchs joués à Londres : 
    - Vikings du Minnesota vs Saints de La Nouvelle-Orléans le 2 octobre au Tottenham Hotspur Stadium ;
    - Giants de New York vs Packers de Green Bay le 9 octobre au Tottenham Hotspur Stadium ;
    - Broncos de Denver vs Jaguars de Jacksonville le 30 octobre au Stade de Wembley ;

  - Un match joué pour la première fois à Munich : 
    - Seahawks de Seattle vs Buccaneers de Tampa Bay le 13 novembre à l'Allianz Arena ;

  - Un match joué à Mexico :
    - 49ers de San Francisco vs Cardinals de l'Arizona le 21 novembre au Stade Azteca à l'occasion du Monday Night Football[19].
- Thanksgiving : Comme c'est le cas depuis la saison 2006, trois matchs sont prévus le jeudi 24 novembre dont les traditionnels matchs de l'après midi où les Lions de Détroit et les Cowboys de Dallas recevront dans l'après-midi des équipes encore à désigner. Les équipes pour le match joué en primetime restent également à désigner ;
- Christmas : Noël tombe un dimanche en 2022. Dans ce cas, comme elle le fit en 2016, la NFL déplace le match au samedi après-midi. Il reste à détermine s'il y aura 1 ou 2 matchs à jouer et quelles équipes y seront désignées ;
- New Year's Day : Le jour de l'an tombe un dimanche en 2023. Lorsque c'est le cas, la NFL conserve son schéma traditionnel de saison régulière mais les matchs de NCAA et le NHL Winter Classic, traditionnellement joués lors du jour de l'an, sont déplacés au lundi 2 janvier.
- Semaine 18 : Deux matchs décisifs pour la série éliminatoire seront désignés après la 17e semaine pour être joués le dernier samedi de la saison régulière soit le 7 janvier 2023. Ils seront disputés à 16h30 et 20h15 locales et retransmis respectivement par ESPN et ABC[20].

## Saison régulière
Le 2 janvier 2023, lors de la 16e semaine de la saison régulière, le « Monday Night Football » oppose les Bengals de Cincinnati aux Bills de Buffalo. Lors du premier quart temps, Damar Hamlin, jouant au poste de safety pour les Bills, s'effondre en plein match après un placage sur Tee Higgins. Le match est arrêté et les secours lui font un massage cardiaque sur le terrain. Emmené ensuite au centre médical de l'université de Cincinnati, il y demeure dans un état critique. Le match, initialement reporté, est finalement annulé.

## Classements de la saison régulière
Source : nfl.com

### Par division
| AFC East                        | V. | D. | N. | V/D  | Div. | Conf. | Pts+ | Pts- | S. |
| ------------------------------- | -- | -- | -- | ---- | ---- | ----- | ---- | ---- | -- |
| (2) Bills de Buffalo            | 13 | 3  | 0  | .813 | 4-2  | 9-2   | 455  | 286  | 7V |
| (7) Dolphins de Miami           | 9  | 8  | 0  | .529 | 3-3  | 7-5   | 397  | 399  | 1V |
| Patriots de la Nvlle-Angleterre | 8  | 9  | 0  | .471 | 3-3  | 6-6   | 364  | 347  | 1D |
| Jets de New York                | 7  | 10 | 0  | .412 | 2-4  | 5-7   | 296  | 316  | 6D |

| NFC East                   | V. | D. | N. | V/D  | Div.  | Conf. | Pts+ | Pts- | S. |
| -------------------------- | -- | -- | -- | ---- | ----- | ----- | ---- | ---- | -- |
| (1) Eagles de Philadelphie | 14 | 3  | 0  | .824 | 4-2   | 9-3   | 477  | 344  | 1V |
| (5) Cowboys de Dallas      | 12 | 5  | 0  | .706 | 4-2   | 5-4   | 467  | 342  | 1D |
| (6) Giants de New York     | 9  | 7  | 1  | .559 | 1-4-1 | 4-7-1 | 365  | 271  | 1D |
| Commanders de Washington   | 8  | 8  | 1  | .500 | 2-3-1 | 5-6-1 | 321  | 343  | 1V |

| AFC North                 | V. | D. | N. | V/D  | Div. | Conf. | Pts+ | Pts- | S. |
| ------------------------- | -- | -- | -- | ---- | ---- | ----- | ---- | ---- | -- |
| (3) Bengals de Cincinnati | 12 | 4  | 0  | .750 | 3-3  | 8-3   | 418  | 322  | 8V |
| (6) Ravens de Baltimore   | 10 | 7  | 0  | .588 | 3-3  | 6-6   | 350  | 315  | 2D |
| Steelers de Pittsburgh    | 9  | 8  | 0  | .529 | 3-3  | 5-7   | 308  | 346  | 4V |
| Browns de Cleveland       | 7  | 10 | 0  | .412 | 3-3  | 4-8   | 361  | 381  | 1D |

| NFC North                | V. | D. | N. | V/D  | Div. | Conf. | Pts+ | Pts- | S.  |
| ------------------------ | -- | -- | -- | ---- | ---- | ----- | ---- | ---- | --- |
| (3) Vikings du Minnesota | 13 | 4  | 0  | .765 | 4-2  | 8-4   | 424  | 427  | 1V  |
| Lions de Détroit         | 9  | 8  | 0  | .529 | 5-1  | 7-5   | 453  | 427  | 2V  |
| Packers de Green Bay     | 8  | 9  | 0  | .471 | 3-3  | 6-6   | 370  | 371  | 1D  |
| Bears de Chicago         | 3  | 14 | 0  | .176 | 0-6  | 1-11  | 326  | 463  | 10D |

| AFC South                   | V. | D. | N. | V/D  | Div.  | Conf. | Pts+ | Pts- | S. |
| --------------------------- | -- | -- | -- | ---- | ----- | ----- | ---- | ---- | -- |
| (4) Jaguars de Jacksonville | 9  | '8 | 0  | .529 | 4-2   | 8-4   | 404  | 350  | 5V |
| Titans du Tennessee         | 7  | 10 | 0  | .412 | 3-3   | 5-7   | 298  | 359  | 7D |
| Colts d'Indianapolis        | 4  | 12 | 1  | .265 | 1-4-1 | 4-7-1 | 289  | 427  | 7D |
| Texans de Houston           | 3  | 13 | 1  | .206 | 3-2-1 | 3-8-1 | 289  | 420  | 1V |

| NFC South                     | V. | D. | N. | V/D  | Div. | Conf. | Pts+ | Pts- | S. |
| ----------------------------- | -- | -- | -- | ---- | ---- | ----- | ---- | ---- | -- |
| (4) Buccaneers de Tampa Bay   | 8  | 9  | 0  | .471 | 4-2  | 8-4   | 313  | 358  | 1V |
| Panthers de la Caroline       | 7  | 10 | 0  | .412 | 4-2  | 6-6   | 347  | 374  | 1D |
| Saints de La Nouvelle-Orléans | 7  | 10 | 0  | .412 | 2-4  | 5-7   | 330  | 345  | 1V |
| Falcons d'Atlanta             | 7  | 10 | 0  | .412 | 2-4  | 6-6   | 365  | 386  | 2V |

| AFC West                    | V. | D. | N. | V/D  | Div. | Conf. | Pts+ | Pts- | S. |
| --------------------------- | -- | -- | -- | ---- | ---- | ----- | ---- | ---- | -- |
| (1) Chiefs de Kansas City   | 14 | 3  | 0  | .824 | 6-0  | 9-3   | 496  | 369  | 5V |
| (5) Chargers de Los Angeles | 10 | 7  | 0  | .588 | 2-4  | 7-5   | 391  | 384  | 1D |
| Raiders de Las Vegas        | 6  | 11 | 0  | .353 | 3-3  | 5-7   | 395  | 418  | 3D |
| Broncos de Denver           | 5  | 12 | 0  | .294 | 1-5  | 3-9   | 287  | 359  | 1V |

| NFC West                   | V. | D. | N. | V/D  | Div. | Conf. | Pts+ | Pts- | S.  |
| -------------------------- | -- | -- | -- | ---- | ---- | ----- | ---- | ---- | --- |
| (2) 49ers de San Francisco | 13 | 4  | 0  | .765 | 6-0  | 10-2  | 450  | 277' | 10V |
| (7) Seahawks de Seattle    | 9  | 8  | 0  | .529 | 4-2  | 6-6   | 407  | 401' | 2V  |
| Rams de Los Angeles        | 5  | 12 | 0  | .294 | 1-5  | 3-9   | 307  | 384  | 2D  |
| Cardinals de l'Arizona     | 4  | 13 | 0  | .235 | 1-5  | 3-9   | 340  | 449  | 7D  |

### Par conférence
| #                                           | Franchise                          | Division | V. | D. | N. | V/D  | Div.  | Conf. | Pts+ | Pts- | Dif. | S. |
| ------------------------------------------- | ---------------------------------- | -------- | -- | -- | -- | ---- | ----- | ----- | ---- | ---- | ---- | -- |
| Vainqueur de division                       |                                    |          |    |    |    |      |       |       |      |      |      |    |
| 1                                           | Chiefs de Kansas City              | West     | 14 | 3  | 0  | .824 | 6-0   | 9-3   | 496  | 369  | +127 | 5V |
| 2                                           | Bills de Buffalo                   | East     | 13 | 3  | 0  | .813 | 4-2   | 9-2   | 455  | 286  | +169 | 7V |
| 3                                           | Bengals de Cincinnati              | North    | 12 | 4  | 0  | .750 | 3-3   | 8-3   | 418  | 322  | +96  | 8V |
| 4                                           | Jaguars de Jacksonville            | South    | 9  | 8  | 0  | .529 | 4-2   | 8-4   | 404  | 350  | +54  | 5V |
| Wild Cards                                  |                                    |          |    |    |    |      |       |       |      |      |      |    |
| 5                                           | Chargers de Los Angeles            | West     | 10 | 7  | 0  | .588 | 2-4   | 7-5   | 391  | 384  | +7   | 1D |
| 6                                           | Ravens de Baltimore                | North    | 10 | 7  | 0  | .588 | 3-3   | 6-6   | 350  | 315  | +35  | 2D |
| 7                                           | Dolphins de Miami                  | East     | 9  | 8  | 0  | .529 | 3-3   | 7-5   | 397  | 399  | -2   | 1V |
| Non qualifiés pour les séries éliminatoires |                                    |          |    |    |    |      |       |       |      |      |      |    |
| 8                                           | Steelers de Pittsburgh             | North    | 9  | 8  | 0  | .529 | 3-3   | 5-7   | 308  | 346  | -38  | 4V |
| 9                                           | Patriots de la Nouvelle-Angleterre | East     | 8  | 9  | 0  | .471 | 3-3   | 6-6   | 364  | 347  | +17  | 1D |
| 10                                          | Jets de New York                   | East     | 7  | 10 | 0  | .412 | 2-4   | 5-7   | 296  | 316  | -20  | 6D |
| 11                                          | Titans de Tennessee                | South    | 7  | 10 | 0  | .412 | 3-3   | 5-7   | 298  | 359  | -61  | 7D |
| 12                                          | Browns de Cleveland                | North    | 7  | 10 | 0  | .412 | 3-3   | 4-8   | 361  | 381  | -20  | 1D |
| 13                                          | Raiders de Las Vegas               | West     | 6  | 11 | 0  | .353 | 3-3   | 5-7   | 395  | 418  | -23  | 3D |
| 14                                          | Broncos de Denver                  | West     | 5  | 12 | 0  | .294 | 1-5   | 3-9   | 287  | 359  | -72  | 1V |
| 15                                          | Colts d'Indianapolis               | South    | 4  | 12 | 1  | .265 | 1-4-1 | 4-7-1 | 289  | 427  | -138 | 7D |
| 16                                          | Texans de Houston                  | South    | 3  | 13 | 1  | .206 | 3-2-1 | 3-8-1 | 289  | 420  | -131 | 1V |

| #                                           | Franchise                     | Division | V. | D. | N. | V/D  | Div.  | Conf. | Pts+ | Pts- | Dif. | S.  |
| ------------------------------------------- | ----------------------------- | -------- | -- | -- | -- | ---- | ----- | ----- | ---- | ---- | ---- | --- |
| Vainqueurs de division                      |                               |          |    |    |    |      |       |       |      |      |      |     |
| 1                                           | Eagles de Philadelphie        | East     | 14 | 3  | 0  | .824 | 4-2   | 9-3   | 477  | 344  | +67  | 1V  |
| 2                                           | 49ers de San Francisco        | West     | 13 | 4  | 0  | .765 | 6-0   | 10-2  | 450  | 277  | +173 | 10V |
| 3                                           | Vikings du Minnesota          | North    | 13 | 4  | 0  | .765 | 4-2   | 8-4   | 424  | 427  | -3   | 1V  |
| 4                                           | Buccaneers de Tampa Bay       | South    | 8  | 9  | 0  | .471 | 4-2   | 8-4   | 313  | 358  | -45  | 1D  |
| Wild Cards                                  |                               |          |    |    |    |      |       |       |      |      |      |     |
| 5                                           | Cowboys de Dallas             | East     | 12 | 5  | 0  | .706 | 4-2   | 8-4   | 467  | 342  | +125 | 1D  |
| 6                                           | Giants de New York            | East     | 9  | 7  | 1  | .559 | 1-4-1 | 4-7-1 | 365  | 371  | -6   | 1D  |
| 7                                           | Seahawks de Seattle           | West     | 9  | 8  | 0  | .529 | 4-2   | 6-6   | 407  | 401  | +6   | 2V  |
| Non qualifiés pour les séries éliminatoires |                               |          |    |    |    |      |       |       |      |      |      |     |
| 8                                           | Lions de Détroit              | North    | 9  | 8  | 0  | .529 | 5-1   | 7-5   | 453  | 427  | -26  | 2V  |
| 9                                           | Commanders de Washington      | East     | 8  | 8  | 1  | .500 | 2-3-1 | 5-6-1 | 321  | 343  | -22  | 1V  |
| 10                                          | Packers de Green Bay          | North    | 8  | 9  | 0  | .471 | 3-3   | 6-6   | 370  | 371  | -1   | 1D  |
| 11                                          | Panthers de la Caroline       | South    | 7  | 10 | 0  | .412 | 4-2   | 6-6   | 347  | 374  | +27  | 1V  |
| 12                                          | Saints de La Nouvelle-Orléans | South    | 7  | 10 | 0  | .412 | 2-4   | 5-7   | 330  | 345  | -15  | 1D  |
| 13                                          | Falcons d'Atlanta             | South    | 7  | 10 | 0  | .412 | 2-4   | 6-6   | 365  | 386  | -21  | 2V  |
| 14                                          | Rams de Los Angeles           | North    | 5  | 12 | 0  | .294 | 1-5   | 3-9   | 307  | 384  | +77  | 2D  |
| 15                                          | Cardinals de l'Arizona        | West     | 4  | 13 | 0  | .235 | 1-5   | 3-9   | 340  | 449  | -109 | 7D  |
| 16                                          | Bears de Chicago              | West     | 3  | 14 | 0  | .176 | 0-6   | 1-11  | 326  | 463  | -237 | 10D |

## Série éliminatoire
La série éliminatoire de la saison 2022 commencent par un tour de wild card. La tête de série numéro 1 de chaque conférence au terme de la saison régulière (seed 1) est exemptée de ce tour qui compte donc trois matchs à élimination directe par conférence joués le week-end du 14 au 16 janvier 2023, la tête de série numéro 1 de chaque conférence rencontrant la tête de série la plus basse qualifiée après le tour de wild card.
Le tour de division est programmé le week-end des 21 et 22 janvier 2023, la tête de série numéro 1 dans sa conférence recevant la moins bien classée de sa conférence, les deux autres qualifiés se rencontrant dans le stade de l'équipe la mieux classée.
Les gagnants se qualifient pour les finales de conférence programmées le 29 janvier 2023.
En conclusion de la saison, le Super Bowl LVII se dispute le 12 février 2023 au State Farm Stadium de Glendale en Arizona.
|  | Tour de wild card | Tour de wild card | Tour de wild card |               |               | Finales de division | Finales de division | Finales de division |  |   | Finales de conférence | Finales de conférence | Finales de conférence |    |  | Super Bowl LVII | Super Bowl LVII | Super Bowl LVII |
|  |                   |                   |                   |               |               |                     |                     |                     |  |   |                       |                       |                       |    |  |                 |                 |                 |
|  | 6                 | Baltimore         | 17                |               |               |                     |                     |                     |  |   |                       |                       |                       |    |  |                 |                 |                 |
|  | 3                 | Cincinnati        | 24                |               |               |                     |                     |                     |  |   |                       |                       |                       |    |  |                 |                 |                 |
|  | 3                 | Cincinnati        | 24                |               | 3             | Cincinnati          | 27                  |                     |  |   |                       |                       |                       |    |  |                 |                 |                 |
|  |                   |                   |                   |               | 3             | Cincinnati          | 27                  |                     |  |   |                       |                       |                       |    |  |                 |                 |                 |
|  |                   |                   | 2                 | Buffalo       | 10            |                     |                     |                     |  |   |                       |                       |                       |    |  |                 |                 |                 |
|  | 7                 | Miami             | 2                 | Buffalo       | 10            | 31                  |                     |                     |  |   |                       |                       |                       |    |  |                 |                 |                 |
|  | 7                 | Miami             |                   |               |               | 31                  |                     |                     |  |   |                       |                       |                       |    |  |                 |                 |                 |
|  | 2                 | Buffalo           | 34                |               |               |                     |                     |                     |  |   |                       |                       |                       |    |  |                 |                 |                 |
|  | 2                 | Buffalo           | 34                |               |               |                     |                     |                     |  | 3 | Cincinnati            | 20                    |                       |    |  |                 |                 |                 |
|  | AFC               |                   |                   |               |               |                     |                     |                     |  | 3 | Cincinnati            | 20                    |                       |    |  |                 |                 |                 |
|  |                   | 1                 | Kansas City       | 23            |               |                     |                     |                     |  |   |                       |                       |                       |    |  |                 |                 |                 |
|  | 5                 | 1                 | Kansas City       | 23            | LA (Chargers) | 30                  |                     |                     |  |   |                       |                       |                       |    |  |                 |                 |                 |
|  | 5                 |                   |                   |               | LA (Chargers) | 30                  |                     |                     |  |   |                       |                       |                       |    |  |                 |                 |                 |
|  | 4                 | Jacksonville      | 31                |               |               |                     |                     |                     |  |   |                       |                       |                       |    |  |                 |                 |                 |
|  | 4                 | Jacksonville      | 31                |               | 4             | Jacksonville        | 20                  |                     |  |   |                       |                       |                       |    |  |                 |                 |                 |
|  |                   |                   |                   |               | 4             | Jacksonville        | 20                  |                     |  |   |                       |                       |                       |    |  |                 |                 |                 |
|  |                   |                   | 1                 | Kansas City   | 27            |                     |                     |                     |  |   |                       |                       |                       |    |  |                 |                 |                 |
|  |                   |                   | 1                 | Kansas City   | 27            |                     |                     |                     |  |   |                       |                       |                       |    |  |                 |                 |                 |
|  |                   |                   |                   |               |               |                     |                     |                     |  |   |                       |                       |                       |    |  |                 |                 |                 |
|  |                   |                   |                   |               |               |                     |                     |                     |  |   |                       |                       |                       |    |  |                 |                 |                 |
|  |                   |                   |                   |               |               |                     |                     |                     |  |   |                       | A1                    | Kansas City           | 38 |  |                 |                 |                 |
|  |                   |                   |                   |               |               |                     |                     |                     |  |   |                       |                       |                       |    |  |                 |                 |                 |
|  |                   | N1                | Philadelphie      | 35            |               |                     |                     |                     |  |   |                       |                       |                       |    |  |                 |                 |                 |
|  | 5                 | N1                | Philadelphie      | 35            | Dallas        | 31                  |                     |                     |  |   |                       |                       |                       |    |  |                 |                 |                 |
|  | 5                 |                   |                   |               | Dallas        | 31                  |                     |                     |  |   |                       |                       |                       |    |  |                 |                 |                 |
|  | 4                 | Tampa Bay         | 14                |               |               |                     |                     |                     |  |   |                       |                       |                       |    |  |                 |                 |                 |
|  | 4                 | Tampa Bay         | 14                |               | 5             | Dallas              | 12                  |                     |  |   |                       |                       |                       |    |  |                 |                 |                 |
|  |                   |                   |                   |               | 5             | Dallas              | 12                  |                     |  |   |                       |                       |                       |    |  |                 |                 |                 |
|  |                   |                   | 2                 | San Francisco | 19            |                     |                     |                     |  |   |                       |                       |                       |    |  |                 |                 |                 |
|  | 7                 | Seattle           | 2                 | San Francisco | 19            | 23                  |                     |                     |  |   |                       |                       |                       |    |  |                 |                 |                 |
|  | 7                 | Seattle           |                   |               |               | 23                  |                     |                     |  |   |                       |                       |                       |    |  |                 |                 |                 |
|  | 2                 | San Francisco     | 41                |               |               |                     |                     |                     |  |   |                       |                       |                       |    |  |                 |                 |                 |
|  | 2                 | San Francisco     | 41                |               |               |                     |                     |                     |  | 2 | San Francisco         | 07                    |                       |    |  |                 |                 |                 |
|  | NFC               |                   |                   |               |               |                     |                     |                     |  | 2 | San Francisco         | 07                    |                       |    |  |                 |                 |                 |
|  |                   | 1                 | Philadelphie      | 31            |               |                     |                     |                     |  |   |                       |                       |                       |    |  |                 |                 |                 |
|  | 6                 | 1                 | Philadelphie      | 31            | NY (Giants)   | 31                  |                     |                     |  |   |                       |                       |                       |    |  |                 |                 |                 |
|  | 6                 |                   |                   |               | NY (Giants)   | 31                  |                     |                     |  |   |                       |                       |                       |    |  |                 |                 |                 |
|  | 3                 | Minnesota         | 24                |               |               |                     |                     |                     |  |   |                       |                       |                       |    |  |                 |                 |                 |
|  | 3                 | Minnesota         | 24                |               | 6             | NY (Giants)         | 07                  |                     |  |   |                       |                       |                       |    |  |                 |                 |                 |
|  |                   |                   |                   |               | 6             | NY (Giants)         | 07                  |                     |  |   |                       |                       |                       |    |  |                 |                 |                 |
|  |                   |                   | 1                 | Philadelphie  | 38            |                     |                     |                     |  |   |                       |                       |                       |    |  |                 |                 |                 |
|  |                   |                   | 1                 | Philadelphie  | 38            |                     |                     |                     |  |   |                       |                       |                       |    |  |                 |                 |                 |
|  |                   |                   |                   |               |               |                     |                     |                     |  |   |                       |                       |                       |    |  |                 |                 |                 |

## Récompenses

### Prix NFL
| Trophées                                                | Joueur             | Poste                | Équipe                   |
| ------------------------------------------------------- | ------------------ | -------------------- | ------------------------ |
| Meilleur joueur de la NFL par l'Associated Press (MVP)  | Patrick Mahomes    | Quarterback          | Chiefs de Kansas City    |
| Meilleur joueur de la NFL par le Sporting News (MVP)    | Att. :             |                      |                          |
| Meilleur joueur de la NFL par le Sporting News (MVP)    | Déf. :             |                      |                          |
| Meilleur joueur de la NFL par PFWA (MVP)                |                    |                      |                          |
| MVP du Super Bowl                                       | Patrick Mahomes    | Quarterback          | Chiefs de Kansas City    |
| Joueur offensif de l'année                              | Justin Jefferson   | Wide receiver        | Vikings du Minnesota     |
| Joueur défensif de l'année                              | Nick Bosa          | Defensive end        | 49ers de San Francisco   |
| Entraîneur de l'année                                   | Brian Daboll       | Entraîneur principal | Giants de New York       |
| Entraîneur adjoint de l'année                           | DeMeco Ryans       | Entraîneur défensif  | 49ers de San Francisco   |
| Rookie offensif de l'année                              | Garrett Wilson     | Wide receiver        | Jets de New York         |
| Rookie défensif de l'année                              | Sauce Gardner      | Cornerback           | Jets de New York         |
| Meilleur revenant de la saison                          | Geno Smith         | Quarterback          | Seahawks de Seattle      |
| Trophée Pepsi du meilleur rookie de l'année             | Aidan Hutchinson   | Defensive end        | Lions de Détroit         |
| Trophée Walter Payton du meilleur joueur NFL de l'année | Dak Prescott       | Quarterback          | Cowboys de Dallas        |
| Trophée PFWA (en) du meilleur cadre NFL de l'année      | Howie Roseman (en) | Directeur général    | Eagles de Philadelphie   |
| Trophée Salute To Service présenté par USAA             | Ron Rivera         | Entraîneur principal | Commanders de Washington |
| Trophée Deacon Jones                                    | Josh Jacobs        | Running back         | Raiders de Las Vegas     |
| Trophée Sportsmanship Art Rooney                        | Calais Campbell    | Defensive lineman    | Ravens de Baltimore      |
| Source                                                  |                    |                      |                          |

### Joueurs All-Pro de l'Associated Press
Les joueurs suivants ont été sélectionnés dans l'équipe type n° 1 All-Pro de l'Associated Press :
| Poste         | Nom              | Équipe        |
| ------------- | ---------------- | ------------- |
| Quarterback   | Patrick Mahomes  | Kansas City   |
| Running back  | Josh Jacobs      | Las Vegas     |
| Wide receiver | Justin Jefferson | Minnesota     |
| Wide receiver | Davante Adams    | Las Vegas     |
| Wide receiver | Tyreek Hill      | Miami         |
| Tight end     | Travis Kelce     | Kansas City   |
| Left tackle   | Trent Williams   | San Francisco |
| Left guard    | Joel Bitonio     | Cleveland     |
| Center        | Jason Kelce      | Philadelphie  |
| Right guard   | Zack Martin      | Dallas        |
| Right tackle  | Lane Johnson     | Philadelphie  |

| Poste            | Nom                | Équipe        |
| ---------------- | ------------------ | ------------- |
| Defensive end    | Nick Bosa          | San Francisco |
| Defensive end    | Micah Parsons      | Dallas        |
| Defensive tackle | Quinnen Williams   | New York Jets |
| Defensive tackle | Chris Jones        | Kansas City   |
| Linebacker       | Fred Warner        | San Francisco |
| Linebacker       | Roquan Smith       | Baltimore     |
| Linebacker       | Matt Milano        | Buffalo       |
| Cornerback       | Patrick Surtain II | Denver        |
| Cornerback       | Sauce Gardner      | New York Jets |
| Safety           | Minkah Fitzpatrick | Pittsburgh    |
| Safety           | Talanoa Hufanga    | San Francisco |

| Poste           | Nom                | Équipe                 |
| --------------- | ------------------ | ---------------------- |
| Kicker          | Daniel Carlson     | Las Vegas              |
| Punter          | Tommy Townsend     | Kansas City            |
| Kick returner   | Keisean Nixon (en) | Green Bay              |
| Punt returner   | Marcus Jones (en)  | La Nouvelle Angleterre |
| Équipe spéciale | Jeremy Reaves      | Washington             |
| Long snapper    | Andrew DePaola     | Minnesota              |

### Meilleurs joueurs de la semaine/du mois
| S./M. | AFC             | AFC | AFC          | NFC                   | NFC | NFC           |
| ----- | --------------- | --- | ------------ | --------------------- | --- | ------------- |
| S./M. | Joueur          | Pl. | Équipe       | Joueur                | Pl. | Équipe        |
| 1     | Patrick Mahomes | QB  | Kansas City  | Saquon Barkley        | RB  | NY Giants     |
| 2     | Tua Tagovailoa  | QB  | Miami        | Amon-Ra St. Brown     | WR  | Detroit       |
| 3     | Trevor Lawrence | QB  | Jacksonville | Cordarrelle Patterson | RB  | Atlanta       |
| Sept. | Lamar Jackson   | QB  | Baltimore    | Jalen Hurts           | QB  | Philadelphia  |
| 4     | Patrick Mahomes | QB  | Kansas City  | Geno Smith            | QB  | Seattle       |
| 5     | Josh Allen      | QB  | Buffalo      | Taysom Hill           | TE  | New Orleans   |
| 6     | Josh Allen      | QB  | Buffalo      | Marcus Mariota        | QB  | Atlanta       |
| 7     | Joe Burrow      | QB  | Cincinnati   | Daniel Jones          | QB  | NY Giants     |
| 8     | Derrick Henry   | RB  | Tennessee    | Christian McCaffrey   | RB  | San Francisco |
| Oct.  | Derrick Henry   | RB  | Tennessee    | Geno Smith            | QB  | Seattle       |
| 9     | Joe Mixon       | RB  | Cincinnati   | Justin Fields         | QB  | Chicago       |
| 10    | Jonathan Taylor | RB  | Indianapolis | Justin Jefferson      | WR  | Minnesota     |
| 11    | Travis Kelce    | TE  | Kansas City  | Tony Pollard          | RB  | Dallas        |
| 12    | Josh Jacobs     | RB  | Las Vegas    | Jalen Hurts           | QB  | Philadelphia  |
| Nov.  | Patrick Mahomes | QB  | Kansas City  | Justin Jefferson      | WR  | Minnesota     |
| 13    | Joe Burrow      | QB  | Cincinnati   | Jalen Hurts           | QB  | Philadelphia  |
| 14    | Trevor Lawrence | QB  | Jacksonville | Baker Mayfield        | QB  | LA Rams       |
| 15    | Josh Allen      | QB  | Buffalo      | Kirk Cousins          | QB  | Minnesota     |
| 16    | Joe Burrow      | QB  | Cincinnati   | D'Onta Foreman        | RB  | Carolina      |
| 17    | Austin Ekeler   | RB  | LA Chargers  | Mike Evans            | WR  | Tampa Bay     |
| 18    | Jerry Jeudy     | WR  | Denver       | Jamaal Williams       | RB  | Detroit       |
| Dec.  | Jerick McKinnon | RB  | Kansas City  | Christian McCaffrey   | RB  | San Francisco |

| S./M. | AFC                | AFC | AFC          | NFC               | NFC | NFC           |
| ----- | ------------------ | --- | ------------ | ----------------- | --- | ------------- |
| S./M. | Joueur             | Pl. | Équipe       | Joueur            | Pl. | Équipe        |
| 1     | Minkah Fitzpatrick | S   | Pittsburgh   | Uchenna Nwosu     | LB  | Seattle       |
| 2     | Jaylen Watson      | CB  | Kansas City  | Darius Slay       | CB  | Philadelphia  |
| 3     | Trey Hendrickson   | DE  | Cincinnati   | Brandon Graham    | DE  | Philadelphia  |
| Sept. | Melvin Ingram      | LB  | Miami        | Devin White       | LB  | Tampa Bay     |
| 4     | Jordan Poyer       | S   | Buffalo      | Haason Reddick    | LB  | Philadelphia  |
| 5     | Matthew Judon      | LB  | New England  | Micah Parsons     | LB  | Dallas        |
| 6     | Quinnen Williams   | DT  | NY Jets      | Tariq Woolen      | CB  | Seattle       |
| 7     | Sauce Gardner      | CB  | NY Jets      | Marco Wilson      | CB  | Arizona       |
| 8     | Dre'Mont Jones     | DE  | Denver       | Za'Darius Smith   | LB  | Minnesota     |
| Oct.  | Quinnen Williams   | DT  | NY Jets      | Za'Darius Smith   | LB  | Minnesota     |
| 9     | Justin Houston     | LE  | Baltimore    | Kerby Joseph      | CB  | Detroit       |
| 10    | Alex Highsmith     | LE  | Pittsburgh   | Devin White       | LB  | Tampa Bay     |
| 11    | Matt Milano        | LE  | Buffalo      | Aidan Hutchinson  | DE  | Detroit       |
| 12    | Ed Oliver          | DT  | Buffalo      | Brian Burns       | DE  | Carolina      |
| Nov.  | Derwin James       | S   | LA Chargers  | Nick Bosa         | DE  | San Francisco |
| 13    | Chandler Jones     | DE  | Las Vegas    | Nick Bosa         | DE  | San Francisco |
| 14    | Josh Uche          | LB  | New England  | Brandon Graham    | DE  | Philadelphia  |
| 15    | Rayshawn Jenkins   | S   | Jacksonville | Kayvon Thibodeaux | LB  | NY Giants     |
| 16    | Cameron Heyward    | DT  | Pittsburgh   | Nick Bosa         | DE  | San Francisco |
| 17    | Kyle Dugger        | S   | New England  | Cameron Jordan    | DE  | New Orleans   |
| 18    | Josh Allen         | LB  | Jacksonville | Quandre Diggs     | S   | Seattle       |
| Déc.  | Roquan Smith       | LB  | Baltimore    | Haason Reddick    | LB  | Philadelphie  |

| S./M. | AFC                   | AFC | AFC          | NFC                   | NFC | NFC           |
| ----- | --------------------- | --- | ------------ | --------------------- | --- | ------------- |
| S./M. | Joueur                | Pl. | Équipe       | Joueur                | Pl. | Équipe        |
| 1     | Cade York             | K   | Cleveland    | Zech McPhearson       | CB  | Philadelphia  |
| 2     | Braden Mann           | P   | NY Jets      | Graham Gano           | K   | NY Giants     |
| 3     | Corliss Waitman       | P   | Denver       | Pat O'Donnell         | P   | Green Bay     |
| Sept. | Tommy Townsend        | P   | Kansas City  | Mitch Wishnowsky      | P   | San Francisco |
| 4     | Evan McPherson        | K   | Cincinnati   | Greg Joseph           | K   | Minnesota     |
| 5     | Chase McLaughlin      | K   | Indianapolis | Cameron Dicker        | K   | Philadelphia  |
| 6     | Dustin Hopkins        | K   | LA Chargers  | Ryan Wright           | P   | Minnesota     |
| 7     | Randy Bullock         | K   | Tennessee    | Cairo Santos          | K   | Chicago       |
| 8     | Nick Folk             | K   | New England  | Will Dissly           | TE  | Seattle       |
| Oct.  | Tommy Townsend        | P   | Kansas City  | Tress Way             | P   | Washington    |
| 9     | Cameron Dicker        | K   | LA Chargers  | Jake Camarda          | P   | Tampa Bay     |
| 10    | Ryan Stonehouse       | P   | Tennessee    | Joey Slye             | K   | Washington    |
| 11    | Marcus Jones          | PR  | New England  | Cordarrelle Patterson | KR  | Atlanta       |
| 12    | J. K. Scott           | P   | LA Chargers  | Kene Nwangwu          | RB  | Minnesota     |
| Nov.  | Tyler Bass            | K   | Buffalo      | Joey Slye             | K   | Washington    |
| 13    | Donovan Peoples-Jones | WR  | Cleveland    | Michael Badgley       | K   | Detroit       |
| 14    | Calais Campbell       | DE  | Baltimore    | Eddy Piñeiro          | K   | Carolina      |
| 15    | Tommy Townsend        | P   | Kansas City  | Kalif Raymond         | WR  | Detroit       |
| 16    | Riley Patterson       | K   | Jacksonville | Greg Joseph           | K   | Minnesota     |
| 17    | Corey Bojorquez       | P   | Cleveland    | Keisean Nixon         | CB  | Green Bay     |
| 18    | Nyheim Hynes          | RB  | Buffalo      | Jake Elliott          | K   | Philadelphie  |
| Déc.  | Cameron Dicker        | K   | LA Chargers  | Younghoe Koo          | K   | Atlanta       |

### Meilleurs quarterback et running back de la semaine
| S. | Joueurs         | Équipe        |
| -- | --------------- | ------------- |
| 1  | Patrick Mahomes | Kansas City   |
| 2  | Tua Tagovailoa  | Miami         |
| 3  | Jalen Hurts     | Philadelphia  |
| 4  | Jared Goff      | Detroit       |
| 5  | Josh Allen      | Buffalo       |
| 6  | Joe Burrow      | Cincinnati    |
| 7  | Joe Burrow      | Cincinnati    |
| 8  | Tua Tagovailoa  | Miami         |
| 9  | Tua Tagovailoa  | Miami         |
| 10 | Tua Tagovailoa  | Miami         |
| 11 | Joe Burrow      | Cincinnati    |
| 12 | Mike White      | New York Jets |
| 13 | Jalen Hurts     | Philadelphia  |
| 14 | Jared Goff      | Detroit       |
| 15 | Kirk Cousins    | Minnesota     |
| 16 | Dak Prescott    | Dallas        |
| 17 | Tom Brady       | Tampa Bay     |
| 18 | Josh Allen      | Buffalo       |

| S. | Joueurs             | Équipe        |
| -- | ------------------- | ------------- |
| 1  | Jonathan Taylor     | Indianapolis  |
| 2  | Aaron Jones         | Green Bay     |
| 3  | Khalil Herbert      | Chicago       |
| 4  | Rashaad Penny       | Seattle       |
| 5  | Taysom Hill         | New Orleans   |
| 6  | Breece Hall         | New York Jets |
| 7  | Kenneth Walker III  | Seattle       |
| 8  | Tony Pollard        | Dallas        |
| 9  | Joe Mixon           | Cincinnati    |
| 10 | Justin Fields       | Chicago       |
| 11 | Jamaal Williams     | Detroit       |
| 12 | Josh Jacobs         | Las Vegas     |
| 13 | Josh Jacobs         | Las Vegas     |
| 14 | Christian McCaffrey | San Francisco |
| 15 | Rhamondre Stevenson | New England   |
| 16 | Cam Akers           | LA Rams       |
| 17 | Jamaal Williams     | Detroit       |
| 18 | Kenneth Walker III  | Seattle       |

### Meilleur rookie de la semaine/du mois
| S. | Joueur           | Poste | Équipe        |
| -- | ---------------- | ----- | ------------- |
| 1  | Jahan Dotson     | WR    | Washington    |
| 2  | Garrett Wilson   | WR    | New York Jets |
| 3  | Romeo Doubs      | WR    | Green Bay     |
| 4  | Breece Hall      | RB    | New York Jets |
| 5  | Sauce Gardner    | CB    | New York Jets |
| 6  | Breece Hall      | RB    | New York Jets |
| 7  | Sauce Gardner    | CB    | New York Jets |
| 8  | Garrett Wilson   | WR    | New York Jets |
| 9  | Sauce Gardner    | CB    | New York Jets |
| 10 | Christian Watson | WR    | Green Bay     |
| 11 | Aidan Hutchinson | DE    | Detroit       |
| 12 | Garrett Wilson   | WR    | New York Jets |
| 13 | Garrett Wilson   | WR    | New York Jets |
| 14 | Bam Knight       | RB    | New York Jets |
| 15 | Jahan Dotson     | WR    | Washington    |
| 16 | Brock Purdy      | QB    | San Francisco |
| 17 | James Houston    | LB    | Detroit       |
| 18 | Brock Purdy      | QB    | San Francisco |

| Mois      | Attaque            | Attaque | Attaque             | Défense          | Défense | Défense      |
| --------- | ------------------ | ------- | ------------------- | ---------------- | ------- | ------------ |
| Mois      | Joueur             | Poste   | Équipe              | Joueur           | Poste   | Équipe       |
| Sept.     | Chris Olave        | WR      | La Nouvelle-Orléans | Devin Lloyd      | LB      | Jacksonville |
| Oct.      | Kenneth Walker III | RB      | Seattle             | Tariq Woolen     | CB      | Seattle      |
| Nov.      | Christian Watson   | WR      | Green Bay           | Aidan Hutchinson | DE      | Détroit      |
| Dec./Jan. | Brock Purdy        | QB      | San Francisco       | Aidan Hutchinson | DE      | Détroit      |